# TOP 7
Das ZDF-Magazin TOP 7 war Titel einer wöchentliche Rückschau auf die Woche, die von 1998 bis 2007 samstagmittags 55 Minuten im ZDF lief.
Die erste Ausgabe des Wochenendmagazins wurde am 9. Mai 1998 ausgestrahlt. In der Sendung blickte das ZDF mit wechselnden Moderatoren auf die Woche zurück und berichtete nochmal über die ereignisreichsten Themen. Von 2007 bis 2012 lief die Sendung unter dem Namen ZDFwochen-journal weiter.
Von 1965 bis 1984 wurde bereits das halbstündige Wochenendmagazin Chronik der Woche gezeigt, welches bis Anfang der 70er Jahre zunächst innerhalb der Samstagsausgabe der heute-Nachrichten lief und ab Januar 1982 als erste Nachrichtensendung mit Gebärdensprachdolmetscher und Untertiteln gesendet wurde. Den gleichen Service bot auch das Nachfolgemagazin Diese Woche von 1984 bis 1998, ehe es durch TOP 7 abgelöst wurde.

## Moderatoren
- 1998–2000: Christian Sievers
- 1998–2007: Thomas Schmeken
- 1999–2000: Jacqueline Boyce
- 2000–2002: Susanne Stichler
- 2000–2003: Barbara Hahlweg
- 2003–2005: Valerie Haller
- 2003–2007: Susana Santina